# Usbekistan ved OL
Usbekistan deltog første gang i olympiske lege som selvstændig nation under Vinter-OL 1994 på Lillehammer og har siden deltaget i samtlige vinter- og sommerlege. Udøvere fra Usbekistan har tidligere deltaget som en del af Sovjetunionen (1952–1988) og SNG (1992).

## Medaljeoversigt
| Usbekistans medaljer under de olympiske sommerlege | Usbekistans medaljer under de olympiske sommerlege | Usbekistans medaljer under de olympiske sommerlege | Usbekistans medaljer under de olympiske sommerlege | Usbekistans medaljer under de olympiske sommerlege | Usbekistans medaljer under de olympiske sommerlege |                     | Usbekistans medaljer under de olympiske vinterlege | Usbekistans medaljer under de olympiske vinterlege | Usbekistans medaljer under de olympiske vinterlege | Usbekistans medaljer under de olympiske vinterlege | Usbekistans medaljer under de olympiske vinterlege | Usbekistans medaljer under de olympiske vinterlege |
| Lege                                               | Guld                                               | Sølv                                               | Bronze                                             | Totalt                                             | Rang                                               | Lege                | Guld                                               | Sølv                                               | Bronze                                             | Totalt                                             | Rang                                               |                                                    |
| 1952–1988                                          | som en del af Sovjetunionen                        | som en del af Sovjetunionen                        | som en del af Sovjetunionen                        | som en del af Sovjetunionen                        | som en del af Sovjetunionen                        | 1956–1988           | som en del af Sovjetunionen                        | som en del af Sovjetunionen                        | som en del af Sovjetunionen                        | som en del af Sovjetunionen                        | som en del af Sovjetunionen                        |                                                    |
| 1992 Barcelona                                     | som en del af SNG                                  | som en del af SNG                                  | som en del af SNG                                  | som en del af SNG                                  | som en del af SNG                                  | 1992 Albertville    | som en del af SNG                                  | som en del af SNG                                  | som en del af SNG                                  | som en del af SNG                                  | som en del af SNG                                  |                                                    |
| 1996 Atlanta                                       | 0                                                  | 1                                                  | 1                                                  | 2                                                  | 58                                                 | 1994 Lillehammer    | 1                                                  | 0                                                  | 0                                                  | 1                                                  | 14                                                 |                                                    |
| 2000 Sydney                                        | 1                                                  | 1                                                  | 2                                                  | 4                                                  | 42                                                 | 1998 Nagano         | 0                                                  | 0                                                  | 0                                                  | 0                                                  | –                                                  |                                                    |
| 2004 Athen                                         | 2                                                  | 1                                                  | 2                                                  | 5                                                  | 35                                                 | 2002 Salt Lake City | 0                                                  | 0                                                  | 0                                                  | 0                                                  | –                                                  |                                                    |
| 2008 Beijing                                       | 1                                                  | 2                                                  | 3                                                  | 6                                                  | 40                                                 | 2006 Torino         | 0                                                  | 0                                                  | 0                                                  | 0                                                  | –                                                  |                                                    |
| 2012 London                                        | 1                                                  | 0                                                  | 2                                                  | 3                                                  | 48                                                 | 2010 Vancouver      | 0                                                  | 0                                                  | 0                                                  | 0                                                  | –                                                  |                                                    |
| 2016 Rio de Janeiro                                | 4                                                  | 2                                                  | 7                                                  | 13                                                 | 21                                                 | 2014 Sotji          | 0                                                  | 0                                                  | 0                                                  | 0                                                  | –                                                  |                                                    |
| 2016 Tokyo                                         |                                                    |                                                    |                                                    |                                                    |                                                    | 2018 Pyeongchang    | 0                                                  | 0                                                  | 0                                                  | 0                                                  | –                                                  |                                                    |
| Totalt                                             | 9                                                  | 7                                                  | 17                                                 | 33                                                 |                                                    | Totalt              | 1                                                  | 0                                                  | 0                                                  | 1                                                  |                                                    |                                                    |